# Anton Corfiz von Ulfeldt
hrabia Anton Corfiz von Ulfeldt (ur. 15 czerwca 1699, zm. 31 grudnia 1760) był austriackim dyplomatą i politykiem.
Od roku 1742 nosił tytuł kanclerza (Staatskanzler) Austrii (aż do 1753 roku) i był współpracownikiem Johanna Christopha von Bartensteina.
W roku 1741 otrzymał Order Złotego Runa – najwyższe habsburskie odznaczenie państwowe
Jego żona była księżna Maria von Lobkowicz (1726-1786), którą poślubił 16 kwietnia 1743 roku. Ich córką była Elisabeth, księżna von Ulfeldt (1747-1791).